# 胡大同
胡大同（1937年7月—），男，汉族，浙江杭州人，中国数学教育家，曾任中国数学奥林匹克国家集训队教练，中国数学会理事。